# Paral·lel 83° nord
El paral·lel 83° nord és una línia de latitud que es troba a 83 graus nord de la línia equatorial terrestre. Travessa l'Oceà Àrtic i Amèrica del Nord. El punt amb terra septentrionals de la terra, ja siguin la permanent illa Kaffeklubben o els bancs de grava d'Oodaaq, ATOW1996 o 83-42, són aproximadament 40 minuts d'arc (75 a 79 quilòmetres) al nord d'aquest paral·lel.

## Geografia
En el sistema geodèsic WGS84, al nivell de 83° de latitud nord, un grau de longitud equival a 13,611 km; la longitud total del paral·lel és de 4.900 km, que és aproximadament 12,2% de la de l'equador, del que es troba a 9.220 km i a 782 km del pol Nord
Com tots els altres paral·lels a part de l'equador, el paral·lel 83° nord no és un cercle màxim i no és la distància més curta entre dos punts, fins i tot si es troben al mateix latitud. Per exemple, seguint el paral·lel, la distància recorreguda entre dos punts de longitud oposada és 2.450 km; després d'un cercle màxim (que passa pel Pol Nord), només és 1.564 km.

## Durada del dia
En aquesta latitud, el sol és visible almenys parcialment durant tot el dia des de principis d'abril fins a principis de setembre. Per contra, el sol està completament sota l'horitzó entre mitjans d'octubre i finals de febrer. Entre aquests períodes, durant poc més d'un mes cada vegada, és possible observar una posta de sol completa i al capvespre.

## Arreu del món
Començant al meridià de Greenwich i dirigint-se cap a l'est, el paral·lel 83º passa per:
| Coordenades                             | País, territori o mar   | Notes                  |
| --------------------------------------- | ----------------------- | ---------------------- |
| 83° 0′ N, 0° 0′ E / 83.000°N,0.000°E    | Oceà Àrtic              |                        |
| 83° 0′ N, 77° 25′ O / 83.000°N,77.417°O | Canadà                  | Nunavut - Ellesmere    |
| 83° 0′ N, 68° 18′ O / 83.000°N,68.300°O | Mar de Lincoln          |                        |
| 83° 0′ N, 46° 39′ O / 83.000°N,46.650°O | Groenlàndia             | Illa Sverdrup          |
| 83° 0′ N, 46° 13′ O / 83.000°N,46.217°O | Mascart Sound           |                        |
| 83° 0′ N, 43° 45′ O / 83.000°N,43.750°O | Groenlàndia             | Terra de Nansen        |
| 83° 0′ N, 41° 33′ O / 83.000°N,41.550°O | Fiord Thomas Thomsen    |                        |
| 83° 0′ N, 41° 19′ O / 83.000°N,41.317°O | Groenlàndia             | Illa Jensen Occidental |
| 83° 0′ N, 40° 38′ O / 83.000°N,40.633°O | Fiord Adolf Jensen      |                        |
| 83° 0′ N, 39° 45′ O / 83.000°N,39.750°O | Groenlàndia             | Illa Jensen Oriental   |
| 83° 0′ N, 39° 43′ O / 83.000°N,39.717°O | De Long Fjord           |                        |
| 83° 0′ N, 36° 47′ O / 83.000°N,36.783°O | Groenlàndia             | Terra d'Amundsen       |
| 83° 0′ N, 33° 20′ O / 83.000°N,33.333°O | Fiord Frederick E. Hyde |                        |
| 83° 0′ N, 28° 40′ O / 83.000°N,28.667°O | Groenlàndia             | Fiord Hans Egede       |
| 83° 0′ N, 24° 45′ O / 83.000°N,24.750°O | Oceà Àrtic              |                        |